# Good Goodbye
"Good Goodbye" é uma canção da banda norte-americana de rock Linkin Park, que conta com a participação dos rappers Pusha T e Stormzy. A canção foi lançada como um single promocional do sétimo álbum de estúdio da banda, One More Light. Foi disponibilizada nas plataformas digitais em 13 de abril de 2017.

## Antecedentes
Segundo o multi-instrumentista Mike Shinoda, a canção foi uma das primeiras a serem concebidas no processo de desenvolvimento de One More Light. Shinoda compôs suas letras em apenas um dia, trabalhando junto com o produtor Jesse Shatkin. A canção originalmente possuía dois versos de rap, e Shinoda queria adicionar uma característica de música eletrônica na ponte; após alguns experimentos, ele opinou que isto não parecia bom, e pensou que o acréscimo de um terceiro verso de rap, com os seus vocais, seria exagerado demais. Visto isso, ele começaram a pensar em quem eles poderiam trazer na faixa para performar os versos. Eles acabaram convidando Stormzy e Pusha T, este último que já havia participado anteriormente no remix do DJ Vice da canção "I'll Be Gone", do álbum Recharged.
De acordo com o vocalista Chester Bennington, Stormzy estava no radar da banda há um bom tempo. Explicando como surgiu a colaboração com Stormzy, Shinoda disse: 
| “ | Nosso empresário encontrou o empresário de Stormzy e mencionou que tínhamos algumas canções nas quais Stormzy soaria muito bem. Ele apareceu no último momento, compreensivelmente, já que ele estava [ocupado] lançando o maior disco que você já ouviu. Nós não sabíamos o quão louco era [para Stormzy] estar aqui, a propósito, nós apenas gostávamos dele de longe." | ” |

## Videoclipe
O videoclipe, com a letra da canção, foi dirigido e editado por Rafatoon, e lançado no mesmo dia do lançamento da faixa nas plataformas digitais, em 13 de abril de 2017, no canal oficial do Linkin Park no YouTube. Em 2 de abril de 2017, Shinoda anunciou que a banda estava trabalhando em um videoclipe oficial, e disse que era uma grande mudança de ritmo para o grupo. Mais tarde, foi revelado que o vídeo seria para "Good Goodbye". Ele foi filmado em Los Angeles durante um dia, e Stormzy, que aparece no clipe, sobrevoo até a cidade para participar das gravações.
O videoclipe oficial, dirigido por Isaac Rentz, foi lançado em 5 de maio de 2017. O clipe apresenta o ex-jogador de basquete Kareem Abdul-Jabbar, em suas características visuais inspiradas em um jogo eletrônico. Em sua sinopse, Bennington precisa marcar pontos em uma partida de basquete para salvar sua vida, tendo Abdul-Jabbar como o juiz, determinando a pontuação. O vídeo é intercalado com partes de refrão com Bennington e partes de rap com Shinoda, Pusha T e Stormzy.

## Pessoal
Linkin Park
- Chester Bennington – vocais
- Rob Bourdon – bateria, percussão
- Brad Delson – guitarras
- Dave "Phoenix" Farrell – guitarra base, backing vocais, baixo
- Joe Hahn – turntables, programação
- Mike Shinoda – rap vocais, backing vocais, teclado, piano

Músicos adicionais
- Pusha T – rap vocais
- Stormzy – rap vocais

## Desempenho nas tabelas musicais
| Tabela musical (2017)                                   | Melhor posição |
| ------------------------------------------------------- | -------------- |
| Alemanha (Offizielle Deutsche Charts)                   | 65             |
| Áustria (Ö3 Austria Top 75)                             | 69             |
| República Checa (Rádio Top 100)                         | 15             |
| República Checa (Singles Digitál Top 100)               | 19             |
| Estados Unidos (Billboard Hot Rock & Alternative Songs) | 15             |
| Estados Unidos (Rock Digital Songs)                     | 6              |
| França (SNEP)                                           | 173            |
| Nova Zelândia (RMNZ)                                    | 6              |
| Portugal (AFP)                                          | 70             |
| Suíça (Schweizer Hitparade)                             | 49             |